# Annina Wachter
Annina Wachter (* 1993 in Innsbruck) ist eine österreichische Opernsängerin der Stimmlage Sopran (lyrischer Koloratursopran).

## Biografie
Annina Wachter studierte Gesang an der Anton Bruckner Privatuniversität in Linz und schloss dort ihr Masterstudium 2020 mit Auszeichnung ab.
Mit der Saison 2020/21 wurde sie als Ensemblemitglied ans Tiroler Landestheater Innsbruck engagiert. Ihre erste Rolle war das Ännchen in der Oper Der Freischütz. Es folgten Rollen wie u. a. Sophie (Werther), Lucia (The Rape of Lucretia), Yvette (Die Passagierin), Despina (Così fan tutte), Papagena (Die Zauberflöte), Xenia (Boris Godunow), Fünfte Magd (Elektra), Ninetta (Die Liebe zu den drei Orangen), Musetta (La Bohème), sowie die Rolle der Jungen Frau in der Oper Der goldene Drache, wofür sie 2023 in der Kategorie Bester weiblicher Nachwuchs für den Österreichischen Musiktheaterpreis nominiert wurde.
In der Saison 2022/23 sang sie am Tiroler Landestheater die Titelpartie in der Oper Lakmé von Léo Delibes. Für diese Rolle erhielt sie 2024 den Österreichischen Musiktheaterpreis in der Kategorie Bester weiblicher Nachwuchs. Außerdem gewann sie 2024 mit der Arie der Zerbinetta aus der Oper Ariadne auf Naxos beim ZukunftsStimmen-Wettbewerb von Elīna Garanča den Zweiten Preis.
Als Gast war sie u. a. am Musiktheater Linz, am Theater Regensburg, am Stadttheater Bad Hall, am Staatstheater am Gärtnerplatz München und bei den Tiroler Festspielen Erl zu hören.
Als Konzertsängerin war sie u. a. mit den Sopranpartien in Bachs Weihnachtsoratorium und Matthäus-Passion, den Carmina Burana von Orff, dem Oratorio de Noël von Saint-Saëns und dem Stabat Mater von Pergolesi zu hören.

## Auszeichnungen
- 2018: Richard-Wagner-Stipendium[15]
- 2019: Oberösterreichischer Operettenwettbewerb: Zweiter Preis, Publikumspreis, Sonderpreis Bühne Baden, Sonderpreis Landestheater Linz[16]
- 2023: Österreichischer Musiktheaterpreis: Nominierung in der Kategorie Bester Nachwuchs weiblich für die Rolle Die junge Frau in der Oper Der goldene Drache am Tiroler Landestheater[2][6]
- 2024: ZukunftsStimmen-Wettbewerb: Zweiter Preis[11]
- 2024: Österreichischer Musiktheaterpreis: Auszeichnung in der Kategorie Bester Nachwuchs weiblich für die Rolle der Lakmé in der Oper Lakmé von Léo Delibes am Tiroler Landestheater.[5][10]

## Sonstiges
Annina Wachter hat einen Masterabschluss in Geschichte.
Sie ist eine Urenkelin des österreichischen Widerstandskämpfers Alois Scheiber.